# Samson (banda)
Samson fue un grupo británico de heavy metal formado en 1977 por el guitarrista y vocalista Paul Samson, surgido dentro de la llamada escena NWOBHM. 
Son famosos por sus tres primeros álbumes, dos de ellos con el posterior cantante de Iron Maiden, Bruce Dickinson, conocido por aquel entonces como "Bruce Bruce"; y el batería "Thunderstick" (Barry Graham Purkis era su nombre real), que llevaba una máscara de cuero y actuaba en el escenario dentro de una jaula de metal. 
El batería Clive Burr fue también parte del grupo, tanto antes como después de su estancia en Iron Maiden. Samson se disolvió finalmente con la muerte de su fundador Paul Samson por cáncer, el 9 de agosto de 2002.
La banda también apareció fugazmente en la película de terror The Incubus (John Hough, 1981), actuando en el escenario mientras las criaturas protagonistas atacaban a alguien en los baños del recinto.

## Discografía

### Álbumes de estudio
- Survivors (1979)
- Head On (1980)
- Shock Tactics (1981)
- Before the Storm (1982)
- Don't Get Mad, Get Even (1984)
- Joint Forces (1986) – disco de Paul Samson en solitario, editado como Samson.
- Refugee (1990)
- Samson (1993)

### Álbumes en directo
- Thank You and Goodnight (1985)
- Live at Reading 1981 (1990)
- Live at the Marquee (1994)
- The BBC Sessions (1997)
- Metal Crusade (1999)
- Live in London 2000 (2001)
- Live: The Blues Nights (2002)

### EP
- Losing My Grip (1982)
- Mr. Rock 'N' Roll (1984)
- And There It Is (1988)

### Recopilatorios
- Last Rites (1984)
- Head Tactics (1986)
- Pillars of Rock (1990)
- Burning Emotion (1995)
- The Masters (1998)
- Past, Present, and Future (1999)
- Test of Time (1999)
- There and Back (2001)
- Riding with the Angels - The Anthology (2002)

Aparece también en "Metal for Muthas" con "Tomorrow or Yesterday" (1980), junto con otros grupos de heavy metal como Iron Maiden.